# Karl von Schrader
Freiherr Karl Ernst Adolf von Schrader (* 30. September 1848 in Bliestorf; † 11. April 1896 in Potsdam) war ein deutscher Rittergutsbesitzer und Hofbeamter.

## Leben
Karl von Schrader wurde geboren als Sohn des Landrats und lauenburgischen Landtagsabgeordneten August Louis Detlev von Schrader und der Adolfine Friederike geb. von Beulwitz. Er studierte an der Ruprecht-Karls-Universität Heidelberg und der Rheinischen Friedrich-Wilhelms-Universität Bonn. Er wurde Mitglied des Corps Saxo-Borussia Heidelberg, schied dort jedoch als Brandfuchs aus und schloss sich 1869 dem Corps Borussia Bonn an. Er wurde Rittergutsbesitzer auf Bliestorf, Glienau und Kastorf.
1881 stand von Schrader im Mittelpunkt eines erfolglosen Versuches Otto von Bismarcks, die Reichstagswahl 1881 im Wahlkreis Schleswig-Holstein 10 (Herzogtum Lauenburg), seinem Heimatwahlkreis, im Sinne der Konservativen zu beeinflussen; dieser Versuch endete in einem Skandal. 
Geplant war, „mittels einer von ihm ungenügend inszenierten Intrige“ den aussichtsreichen Kandidaten der Linksliberalen, Kammerrat Heinrich Berling, zu diskreditieren und von Schrader, Freund der Familie Bismarck und Corpsbruder von Herbert von Bismarck, zu einem Reichstagsmandat zu verhelfen. Tatsächlich gewählt wurde mit großer Mehrheit der nationalliberale Kandidat August Westphal.

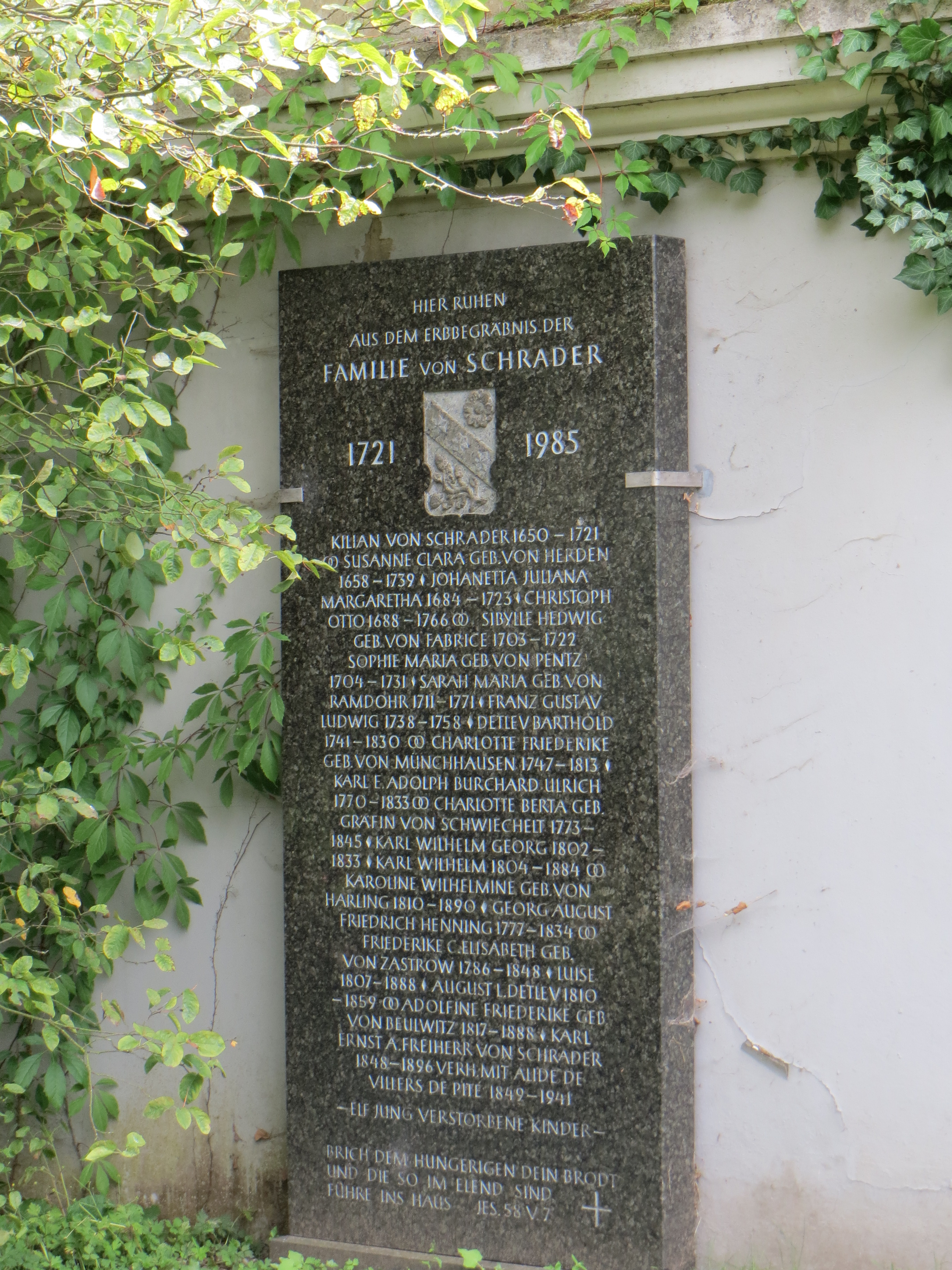
Gedenkstein der Familie an St. Georg auf dem Berge

1884 wurde er Königlich preußischer Kammerherr und Zeremonienmeister am Berliner Hof. Am 27. Dezember 1889 wurde er in den preußischen Freiherrnstand erhoben. Er war verheiratet mit Alide Jonkvrouw de Villiers de Pité. Er starb im Pistolenduell mit Leberecht von Kotze, der v. Schrader zum Duell gefordert hatte.
Schrader wurde im Familiengrab an der Kirche St. Georg auf dem Berge in Ratzeburg beigesetzt.

## Auszeichnungen
- Roter Adlerorden, 4. Klasse[4]
- Königlicher Kronen-Orden (Preußen), 3. Klasse
- Eisernes Kreuz, 2. Klasse
- Dienstauszeichnungskreuz
- Johanniterorden, Ehrenritter
- Orden von Oranien-Nassau, Großoffizier
- Oldenburgischer Haus- und Verdienstorden des Herzogs Peter Friedrich Ludwig, Ehren-Groß-Komtur
- Franz-Joseph-Orden, Komtur mit dem Stern
- Reußisches Ehrenkreuz, 1. Klasse
- Annenorden, 2. Klasse
- Albrechts-Orden, Komtur 2. Klasse
- Herzoglich Sachsen-Ernestinischer Hausorden, Komtur 2. Klasse
- Ehrenkreuz von Schwarzburg, 1. Klasse